# دراویت
دراویت (به انگلیسی: Dravite) با فرمول شیمیایی  از مجموعه کانی هاست و از رودخانه دراو (در اتریش) اخذ شده. در اسیدها نامحلول است. ترکیب شیمیایی بسیار متغیر با انکلوزیون‌های مهمFe3+, Mn , Ca و گاه حتی Cr , Ti , V , Li و غیره برای اولین بار در یوگسلاوی کشف شد و از نظر شکل بلور: خورشید تورمالین - منشوری - آسیکولار، رنگ: قهوه‌ای - قهوه‌ای تیره - قهوه‌ای روشن - به ندرت سبز - سفید و خاکستری-آبی، شفافیت: شفاف - نیمه شفاف - غیر شفاف، شکستگی: صدفی - نامنظم، جلا: شیشه ای، رخ: ناکامل - مطابق با سطح، سیستم تبلور: رمبوئدریک و در رده‌بندی سیلیکات است و منشأ تشکیل آن ماگمائی - پگماتیتی - دگرگونی - رگه‌های تیپ آلپی است.
همایند کانی‌شناسی (پارانژ) آن مشابه تورمالینآمفیبول-آکتینوت-ریه بکیت-بریل -آندالوزیت- ارتوز- آپاتیت- کوارتز- بریل- توپاز است
، از نظر ژیزمان بلوری - آگرگات متراکم - شعاعی - رشته‌ای کمیاب است و بیشتر در اطریش، آمریکا، روسیه، آلمان شرقی و کنیا یافت می‌شود.